# Johan van Benthem
Johannes Franciscus Abraham Karel (Johan) van Benthem (Rijswijk, 12 juni 1949) is een Nederlands logicus en hoogleraar logica aan de Universiteit van Amsterdam, de Stanford-universiteit en eerder aan de Rijksuniversiteit Groningen. Van Benthem is vooral bekend om zijn werk op het gebied van de modale logica, de formele taalkunde, met name de categoriale grammatica.
Hij werd in 1992 benoemd tot lid van de Koninklijke Nederlandse Akademie van Wetenschappen, KNAW. In 1996 won hij de Spinozaprijs, waarvan hij een groot deel van de premie heeft gebruikt voor het in het leven roepen van een stichting voor de promotie van de logica.Ook is hij  een van de oprichters van Institute for Logic, Language and Computation (ILLC), eveneens in Amsterdam.
Van Benthem is internationaal bekend door zijn onderzoek op het gebied van de logica en hoe deze discipline wordt toegepast in de taalkunde, filosofie en de cognitiewetenschap. Hij heeft tien boeken en ruim 170 tijdschriftartikelen op zijn naam staan.

## Logica in de taal
De logica ziet hij als een interdisciplinaire wetenschap, zowel verbonden met alfa- en gammadisciplines als met bètawetenschappen. Hij heeft vooral op het terrein van de formele taalkunde anderen beïnvloed door  zijn beschrijving van de syntaxis en semantiek.
De logica houdt zich, volgens Van Benthem, o.a. bezig met de geldigheid van de redenering en de systematische patronen in de taal. In de natuurlijke taal en conversatie zou iedere stap correct moeten zijn. Maar mensen vergissen zich in het informele taalgebruik, al  hebben zij het vermogen zichzelf te corrigeren. Net zozeer wanneer men een plan maakt om een bepaald doel te verwezenlijken kun je van inzicht veranderen en gaandeweg tot een andere oplossing te komen en leren van je (denk)fouten.
Ook het geheugen speelt een rol; het brein heeft maar een beperkte opslagcapaciteit. De logica leert je een lijn in je gedachten aan te brengen. Verder is het behulpzaam om je te verplaatsen in de situatie van de ander. Verruil het eigen perspectief voor dat van de anderen en leer op deze manier de actoren, zoals kennis en bedoelingen, te doorgronden.
Hij probeert de logica ook toegankelijk te maken voor een groter publiek door populariserende artikelen over de filosofie, informatica en argumentatietheorie.

## Internationaal werkzaam
In internationaal verband vervult hij een aantal functies. Zo was hij de geestelijke vader van de European Association for Logic, Language and Information en lid van de Koninklijke Nederlandse Akademie van Wetenschappen en bestuurslid van TARK, een samenwerkingsverband voor formele artificiële intelligentie.
Zijn interessegebied is groot. De Stanford-universiteit, waaraan Van Benthem verbonden is meldt dat hij zich bezighoudt met algemene logica, in het bijzonder logische modeltheorie en modale logica, toepassingen van logica in de filosofie (epistemologie, de filosofie van natuurkunde en de filosofie van de taal). Vanwege zijn verdiensten voor de Nederlands logica, in het bijzonder, zijn studie van de natuurlijke taal, kreeg Van Benthem in 1996  de Spinozapremie.

## Emeritaat
Tijdens zijn afscheidsrede, als universiteitshoogleraar van de Universiteit van Amsterdam, in september 2014, benadrukte hij het belang van de moderne logica. Een wetenschap die zich zowel bezighoudt met informatie, berekening, leren en intelligente interactie tussen verschillende sectoren en daarmee dé grondslag vormt voor de informatiemaatschappij. Van Benthem bleef co-director van het Joint Research Center for Logic van Tsinghua-universiteit (Beijing) en de UvA. Ook bleef hij doceren aan Stanford University.

## Publicaties
- Logic in action, North Holland, 1991
- Handbook of Logic and Language, red. met Alice ter Meulen, Elsevier/MIT Press, 1997